# Отцеда (платформа)
«Отце́да» (бел. Атцэда) — остановочный пункт в Столбцовском районе Минской области. Железнодорожная платформа находится между станцией Колосово и платформой Кучкуны рядом с одноимённой деревней.
Так же остановочный пункт находится рядом с деревней Яблоновка и с дорогой, соединяющей посёлок Колосово с городом Столбцы. Недалеко от платформы протекает приток Немана.